# Wrodzone błędy metabolizmu
Wrodzone błędy metabolizmu, inaczej wrodzone wady metabolizmu (ang. inborn errors of metabolism) stanowią dużą grupę genetycznie uwarunkowanych chorób, których podłożem jest biochemiczne zaburzenie jakiegoś szlaku metabolicznego. Większość związana jest z uszkodzeniem pojedynczego genu, który koduje określony enzym odpowiedzialny za przekształcanie pewnego substratu (związku chemicznego) w określony produkt. W większości z tych schorzeń objawy chorobowe związane są albo z gromadzeniem się w nadmiernych ilościach substratu (który jest toksyczny lub szkodliwy), albo niemożnością wyprodukowania określonego produktu niezbędnego do prawidłowego funkcjonowania organizmu.
Wrodzone błędy metabolizmu często nazywa się wrodzonymi chorobami metabolicznymi lub dziedzicznymi chorobami metabolicznymi, z tego względu te określenia można uważać za jednoznaczne.
Termin wrodzone błędy metabolizmu stworzył na początku XX wieku angielski lekarz i badacz, Sir Archibald Garrod. Jest on znany z hipotezy "jeden gen, jeden enzym", która powstała w czasie jego badań nad patogenezą alkaptonurii. W 1923 roku zostało opublikowana naukowa publikacja o doniosłym znaczeniu, autorstwa Archibalda Garroda pt. Inborn Errors of Metabolism.

## Diagnostyka wrodzonych błędów metabolizmu
Badania mające na celu ustalenie rozpoznania przeprowadza się u dzieci, najczęściej u noworodków. Do najczęstszych badań diagnostycznych należą:
- analiza kwasów organicznych w moczu za pomocą badania chromatografii gazowej sprzężonej ze spektrometrią masową (GC-MS)
- badanie wysuszonej kropli krwi pobieranej na specjalną bibułę do badań za pomocą tandemowej spektrometrii masowej (MS/MS)
- badanie DNA mające na celu wykrycie mutacji genu
- badania biochemiczne mające na celu wykrycie w płynach ustrojowych zaburzenia związanego z defektem genetycznym
- specjalistyczne badania oznaczania aktywności enzymów w tkankach (zwykle w fibroblastach, w elementach morfotycznych krwi, bioptatach tkanek)

## Przykłady chorób
- alkaptonuria
- albinizm
- galaktozemia
- fenyloketonuria
- trimetyloaminuria